# Episodi de L'ispettore Derrick (ventiquattresima stagione)
La ventiquattresima stagione della serie televisiva L'ispettore Derrick, composta da 10 episodi, è stata trasmessa in Germania nel 1997 sul canale ZDF.
| nº Prima TV Germania | nº Produzione | nº Stagione x nº Episodio | Titolo originale             | Titolo italiano                 | Prima TV Germania | Prima TV Italia   | Anno Produzione |
| -------------------- | ------------- | ------------------------- | ---------------------------- | ------------------------------- | ----------------- | ----------------- | --------------- |
| 267                  | 267           | 24x01                     | Eine kleine rote Zahl        | Un piccolo conto in rosso       | 3 gennaio 1997    | 8 ottobre 1998    | 1996            |
| 268                  | 268           | 24x02                     | Gegenüberstellung            | Il confronto                    | 31 gennaio 1997   | 12 ottobre 1998   | 1996            |
| 269                  | 269           | 24x03                     | Verlorener Platz             | Il luogo perduto                | 14 marzo 1997     | 19 ottobre 1998   | 1996            |
| 270                  | 270           | 24x04                     | Gesang der Nachtvögel        | Il canto degli uccelli notturni | 18 aprile 1997    | 26 ottobre 1998   | 1997            |
| 271                  | 271           | 24x05                     | Fundsache Anja               | Fine di un incubo               | 23 maggio 1997    | 15 settembre 1999 | 1997            |
| 272                  | 272           | 24x06                     | Hölle im Kopf                | L'inferno in testa              | 20 giugno 1997    | 22 settembre 1999 | 1997            |
| 273                  | 273           | 24x07                     | Die Nächte des Kaplans       | Le notti del cappellano         | 25 luglio 1997    | 29 settembre 1999 | 1997            |
| 274                  | 274           | 24x08                     | Der Mord, der ein Irrtum war | Fine di ogni speranza           | 17 ottobre 1997   | 6 ottobre 1999    | 1997            |
| 275                  | 275           | 24x09                     | Das erste aller Lieder       | La leggenda di Kokopelli        | 7 novembre 1997   | 14 ottobre 1999   | 1997            |
| 276                  | 276           | 24x10                     | Pornocchio                   | Il violino spezzato             | 12 dicembre 1997  | 3 novembre 1999   | 1997            |

## Un piccolo conto in rosso
- Titolo originale: Eine kleine rote Zahl
- Diretto da: Eberhard Itzenplitz
- Scritto da: Herbert Reinecker
- Interpreti:[1] Horst Tappert - Stephan Derrick, Fritz Wepper - Harry Klein, Willy Schäfer - Willy Berger, Ulrich Matthes - Harald Breuer, Pierre Sanoussi-Bliss - Andreas Zeiseig, Catherine Flemming - Renate Winzer, Peter Roggisch - signor Breuer, Franjo Marincic, Gert Burkard, Alexander Duda

### Trama
Nel cortile di un bar, solitamente frequentato da spacciatori, viene ucciso un uomo. Dopo la chiamata del barista, arrivano Derrick e Klein. Fuori dal locale è parcheggiata un'auto di proprietà di Andreas Zeiseig, un noto spacciatore di droga. Zeiseig non si trova, Derrick pensa che sia fuggito mentre arrivava la polizia. Poco dopo l'auto di Zeiseig è sparita. Arriva la notizia che è stato denunciato il furto dell'auto di Zeiseig. Derrick e Klein si recano nell'appartamento di Zeiseig e trovano solo la convivente Renate. In quel momento, come spiega Renate, Zeiseig si trova a casa di un amico. Renate telefona all'amico di Zeiseig, che si chiama Harald Breuer, perché la polizia vuole parlargli. Derrick e Klein si recano nell'appartamento di Breuer, un trentacinquenne che vive a spese dei genitori.

## Il confronto
- Titolo originale: Gegenüberstellung
- Diretto da: Eberhard Itzenplitz
- Scritto da: Herbert Reinecker
- Interpreti:[2] Horst Tappert - Stephan Derrick, Fritz Wepper - Harry Klein, Willy Schäfer - Willy Berger, Volker Lechtenbrink - Robert Kaltenbach, Stefan Kolosko - Andy Klenze, Julia Richter - Helga Klenze, Roland Nitschke - Arnold Leskow, Katharina Hoffmann - Lisa Kenzle, Rena Dumont - Anna, Jürgen Schilling, Holger Petzold

### Trama
Una giovane donna, originaria dell'Europa orientale, entra disperata in un bar e chiede ai gestori di chiamare la polizia. Due uomini arrivano nel locale e rapiscono la donna. Nel frattempo una pattuglia della polizia riceve l'allarme e si reca immediatamente nel locale. I due poliziotti, Robert Kaltenbach e Andy Kenzle, riescono a seguire l'auto dei rapitori. La donna cerca di scappare dall'auto, ma uno dei rapitori spara un colpo di pistola e la uccide. I rapitori riescono a fuggire, ma uno dei due poliziotti, Andy Kenzle riesce a fornire un identikit dell'assassino. Viene arrestato un uomo sospetto di nome Arnold Leskow, ma quando viene fatto il confronto Kenzle non riesce a riconoscerlo.

## Il luogo perduto
- Titolo originale: Verlorener Platz
- Diretto da: Alfred Weidenmann
- Scritto da: Herbert Reinecker
- Interpreti:[3] Horst Tappert - Stephan Derrick, Fritz Wepper - Harry Klein, Willy Schäfer - Willy Berger, Christiane Hörbiger - Lore Leanu, Klausjürgen Wussow - Gregor Lenau, Holger Handtke - Martin Lenau, Irina Wanka - Herta, Natali Seelig - Marietta Lenau, George Lenz - Richard Lenau, Gabriele Dossi - Maria Wendeguth

### Trama
Herta, seconda moglie di Gregor Lenau, si reca a depositare l'incasso settimanale in un sportello notturno. Viene trovata strangolata da un automobilista di passaggio. Herta era sposata da circa tre anni con Gregor e in precedenza era la sua segretaria. Saputa la notizia, Gregor Lenau ha un infarto e viene ricoverato in ospedale. Nel frattempo si fa viva la prima moglie, Lore, con la quale Gregor è stato sposato per circa venti anni ed ha avuto tre figli, Martin, Richard e Marietta.

## Il canto degli uccelli notturni
- Titolo originale: Gesang der Nachtvögel
- Diretto da: Wigbert Wicker
- Scritto da: Herbert Reinecker
- Interpreti:[4] Horst Tappert - Stephan Derrick, Fritz Wepper - Harry Klein, Willy Schäfer - Willy Berger, Nikolaus Gröbe - Lorenz Rosenfeld, Roswitha Schreiner - Marga Weinding, Jacques Breuer - Bernd Weinding, Gertraud Jesserer - signora Rosenfeld, Hans Peter Jallwachs - Dottor Rosenfled, Raphael Wilzek - Rubin, Michael Zittel - Carossa, Christian Koch - Kaselke

### Trama
Alle dieci di sera il dottor Rosenfeld, ricco imprenditore attivo nel ramo dell'elettronica, viene travolto da un'auto pirata. Il conducente non si ferma e si dilegua. Dalla dinamica dell'incidente sembra un omicidio. Rosenfeld lascia la moglie e il figlio Lorenz. La moglie risponde a Derrick che nessuno poteva volere la morte di Rosenfeld. Il figlio Lorenz, non capace di seguire le sorti dell'azienda, ha incaricato un avvocato di pensare alle pratiche dietro un anticipo di ben due milioni di marchi.

## Fine di un incubo
- Titolo originale: Fundsache Anja
- Diretto da: Dietrich Haugk
- Scritto da: Herbert Reinecker
- Interpreti:[5] Horst Tappert - Stephan Derrick, Fritz Wepper - Harry Klein, Willy Schäfer - Willy Berger, Katja Woywood - Anja Kajunke, Daniel Friedrich - Walter Ahrens, Irene Clarin - signora Kajunke, Franjo Marincic - signor Kajunke, Sarah Deissenboeck - Milly Kajunke, Regine Leonhardt - Anneliese Lünnoff, Klaus Höhne - Hassler, Wolfgang Shatz, Inge Schulz

### Trama
Josef Kajunke viene trovato accoltellato vicino al portone del suo condominio. Viveva al secondo piano, insieme alla moglie e alle due figlie, Anja e Milly. Lavorava in un magazzino e alla sera andava in un bar ad ubriacarsi. Ritornato a casa, abusava sessualmente la figlia maggiore, la diciottenne Anja. Da alcune settimane Anja andava a rifugiarsi dallo scrittore Walter Ahrens.

## L'inferno in testa
- Titolo originale: Hölle im Kopf
- Diretto da: Helmuth Ashley
- Scritto da: Herbert Reinecker
- Interpreti:[6] Horst Tappert - Stephan Derrick, Fritz Wepper - Harry Klein, Willy Schäfer - Willy Berger, Martin Benrath - Armin Terza, Michaela Rosen - Hulda Brandecker, Marion Kracht - Sophie Lauer, Götz Hellriegel - Manuel Bonte, Will Danin - Carlo Bonte, Michael Leigh Cook - Bruno Brandecker, Peter Bertram - signor Terza, Sabine Klein

### Trama
Armin Terza, giornalista in pensione stabilitosi in Spagna, rientra precipitosamente in Germania a causa della morte della nipotina di dieci anni, Karina. La piccola era stata rapita mentre nel bosco cavalcava il pony regalatole dal nonno. Il corpo della bambina è stato ritrovato due giorni dopo il rapimento in una zona boschiva. Terza ha un colloquio con Derrick, il quale ammette che le indagini non hanno dato ancora alcun risultato. Terza ritiene invece di essere sulla pista giusta. Infatti ha visto un giovane deporre dei fiori sul luogo del ritrovamento della piccola, scomparendo però prima che Terza potesse parlargli.

### Colonna sonora
- Bryan Adams, Run to You

## Le notti del cappellano
- Titolo originale: Die Nächte des Kaplans
- Diretto da: Eberhard Itzenplitz
- Scritto da: Herbert Reinecker
- Interpreti:[7] Horst Tappert - Stephan Derrick, Fritz Wepper - Harry Klein, Willy Schäfer - Willy Berger, Michael Maertens - Bernhard Laux, Rita Russek - Helene Gropius, Hanns Zischler - Robert Reitmoor, Horst Bollmann - Notting, Gaby Herbst - Helene Laux, Helmuth Pick - Johannes Bender, Margitta-Janine Lippok - Vera Reitmoor

### Trama
Bernhard Laux, giovane cappellano della parrocchia di San Giovanni, rende pubblico il suo numero di telefono in un articolo di giornale affinché tutte le persone che abbiano bisogno possano contattarlo. La prima è una ragazza di diciotto anni, che chiama da una cabina telefonica vicino alla stazione. In piena notte Laux si veste e va a vedere, ma è troppo tardi perché la ragazza si è gettata sotto un treno. Un testimone racconta che la ragazza è stata spinta da una persona non identificata. Quindi arriva la polizia criminale e, nell'occasione, Derrick e Klein fanno conoscenza di Laux. Alcune sere dopo Laux riceve la telefonata di un uomo, di nome Gropius, che dice di voler farla finita. Laux gli chiede l'indirizzo perché vuole andare a parlargli. Dopo aver messo giù la cornetta del telefono, Laux si prepara e sta uscendo di casa, sennonché squilla nuovamente il telefono. Stavolta è la madre del cappellano che riceve la chiamata e sente il rumore di uno sparo. Gropius viene trovato morto nel suo studio. Derrick e Klein non sono completamente convinti che si tratti di un suicidio e iniziano le indagini sul caso Gropius. Gropius era un ricco industriale, separato dalla moglie, viveva da solo e aveva una governante che arrivava la mattina e se ne andava alla sera. La sua ex moglie vive con il fratello e con le due nipoti e gestiscono un bar di dubbia fama. Derrick fa ascoltare a Laux il discorso di Gropius in una riunione aziendale fatto ai dipendenti inciso su un'audiocassetta. Laux dice a Derrick che quella non era la stessa voce.

## Fine di ogni speranza
- Titolo originale: Der Mord, der ein Irrtum war
- Diretto da: Dietrich Haugk
- Scritto da: Herbert Reinecker
- Interpreti:[8] Horst Tappert - Stephan Derrick, Fritz Wepper - Harry Klein, Willy Schäfer - Willy Berger, Katja Woywood - Mandy Waldhaus, Friedrich von Thun - Armin Waldhaus, Gila von Weitershausen - Erika Waldhaus, Georg Schuchter - Arno Beck, Angela Hobrig - Anneliese Beck, Inge Schulz - signora Zechner, Veit Stübner - Grosser, Christoph Mainusch, Wolfgang Schatz, Alexander-Klaus Stecher

### Trama
Anneliese rientra in casa e trova il cadavere del marito Arno Beck colpito da un'arma da fuoco. Arrivati Derrick e Klein, la donna dichiara già il nome dell'assassino, Mandy Waldhaus. Arno Beck aveva appena finito di scontare cinque anni di galera. Era stato imprigionato perché aveva investito in stato di ubriachezza proprio Mandy Waldhaus. La ragazza, all'epoca diciottenne, rimase paralizzata dalla schiena in giù e ripeteva, in continuazione, che avrebbe ucciso Beck quando fosse uscito di prigione. Mandy, di buona famiglia, ora frequenta l'università e si fa accompagnare dall'autista Grosser per il suo tragitto.

### Colonna sonora
- Richard Wagner, Tristano e Isotta Preludio

## La leggenda di Kokopelli
- Titolo originale: Das erste aller Lieder
- Diretto da: Horst Tappert
- Scritto da: Herbert Reinecker
- Interpreti:[9] Horst Tappert - Stephan Derrick, Fritz Wepper - Harry Klein, Willy Schäfer - Willy Berger, Sebastian Fischer - Edmund Strobel, Philipp Moog - Bernhard Strobel, Ursula Schmitz - Agnes Strobel, Till Topf - Peter Kruse, Stefan Wigger - Strobel padre, Georg Preuße - Kokopelli, Klaus Herm - Kruse, Iris Junik - Susanne, Franjo Marincic - spacciatore di droga, Franco Moscon, Ulrich Boris Pöppl

### Trama
I proprietari del bar Kruse vengono avvicinati da due spacciatori di droga che vogliono usare il locale, in costante perdita, come copertura. Subito dopo arriva un giovane, Edmund Strobel, che compra l'eroina dai Kruse. Va in bagno ad iniettarsela, ma muore subito dopo. I Kruse, padre e figlio, portano il cadavere di Edmund a casa, dove trovano i familiari. I Kruse e gli Strobel parlano del problema della droga. Il giorno dopo i due spacciatori vengono uccisi.

## Il violino spezzato
- Titolo originale: Pornocchio
- Diretto da: Hemluth Ashley
- Scritto da: Herbert Reinecker
- Interpreti:[10] Horst Tappert - Stephan Derrick, Fritz Wepper - Harry Klein, Michaela Marten - Gitta Manzer, Dirk Galuba - Richie Manzer, Tobias Hoesl - Carlos Blecher, Johanna Klante - Anna von Landinius, Pierre Franckh - Brand, Ernst Jacobi - Johann von Landinius, Christian Koch, Gundela Koller

### Trama
Carlos Blecher è in auto e sta telefonando all'amico Richie Manzer dicendogli che è seguito da un'altra auto. Carlos è spaventato e teme che possa succedergli qualcosa. Si ferma per chiedere cosa vuole il misterioso inseguitore. Viene ucciso con un colpo di pistola. Carlos Blecher era un pornoattore, noto con lo pseudonimo di "Pornocchio", che, poco prima di essere assassinato, si era sinceramente innamorato di Anna von Landinius, un'adolescente di famiglia aristocratica che vive con il nonno Johann. Per questo suo colpo di fulmine, Carlos veniva deriso da tutti nel mondo del porno.